# Gewande
Gewande is een dorp  in de gemeente 's-Hertogenbosch, in de Nederlandse provincie Noord-Brabant. Tot 1971 hoorde het bij de gemeente Empel en Meerwijk. De uiterwaarden van Gewande behoorden tot 1958 bij de gemeente Alem, Maren en Kessel. Door de opheffing van die gemeente zijn de uiterwaarden bij de gemeente Empel en Meerwijk gekomen.
Het dorp is als dijkgehucht ontstaan in de veertiende eeuw, hoewel er al sinds de 10e eeuw sprake moet zijn geweest van bewoning. Het werd voor het eerst vermeld in 1309 als Ghewanden of Ter Drucht. Dit document was een statuut voor de Polder van der Eigen, verleend door Hertog Jan II van Brabant. Reeds toen was er een sluis. Door de vele overstromingen van de Maas, liep het inwoneraantal in de loop der eeuwen sterk terug. Het dorp heeft de vorm van lintbebouwing.

## Waterhuishouding
Gewande ligt aan de Maas, maar tevens komen hier een groot aantal waterlopen bij elkaar die de laaggelegen polders uitwateren op de Maas. Dit zijn de Hertogswetering, de Rode Wetering, de Hoefgraaf en de Nieuwe Vliet. De polders zijn in eerste instantie aangelegd in de middeleeuwen door monniken. Na de Sint-Elisabethsvloed van 1421 verdween, door het ontstaan van de Biesbosch, de open verbinding van de Maas naar zee, en afwatering op de Waal was geen alternatief, aangezien het waterpeil van deze rivier hoger lag. Reeds in de 15e en 16e eeuw werden door de wind aangedreven poldermolens gebouwd om de polders uit te wateren. Het graven van de Bergsche Maas, geopend in 1909, maakte een eind aan deze problemen en herstelde een verbinding met zee.

### Blauwe Sluis
De uitwatering geschiedde door een eenvoudige houten sluis. Omstreeks de 17e of de 18e eeuw werd deze sluis voorzien van drempels van blauwe Naamse steen, reden waarom ze de Blauwe Sluis werd genoemd. Deze lag in de Hertogswetering. De sluis in de Rode Wetering werd Rode Sluis genoemd. Nog een derde sluis was aanwezig. De huidige sluizen werden in 1768 gebouwd. In 1941 werd het Hertogsgemaal in werking gesteld. De sluizen zijn in 1979, in het kader van de dijkverhogingen, dichtgemetseld en deels in het dijklichaam opgenomen. Het Gemaal Gewande nam alle functies over. De sluis is een rijksmonument.

### Stoomgemaal

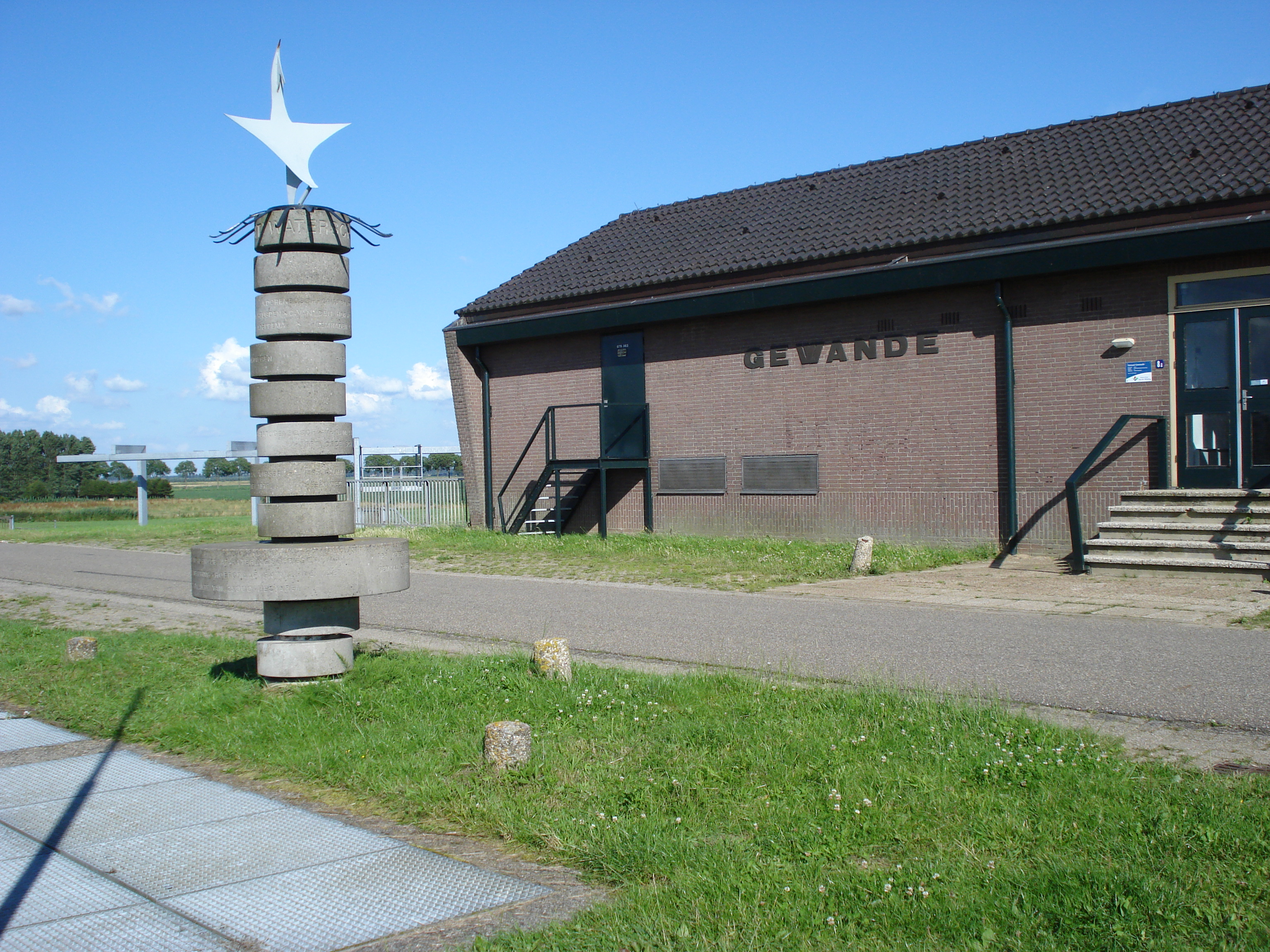
Het gemaal van de Hertogswetering

In 1737 werd er een door wind aangedreven poldermolen gebouwd. In 1824 spoelde de sluis weg en de molen, die al jarenlang verwaarloosd was, moest worden gesloopt in 1836. Men wilde deze vervangen door een veel betrouwbaarder stoomgemaal. Aangezien dit echter vlak bij het Fort Blauwe Sluis zou komen te liggen, hield Defensie de bouw aanvankelijk tegen, maar in 1863 begon men met de bouw en in 1864 kwam het gereed en het was het eerste stoomgemaal dat op de Maas uitwaterde. Het bestond uit een door een stoommachine aangedreven schoepenrad. In 1869 werd een tweede schoepenrad geplaatst en in 1883 werd een nieuwe ketel geplaatst door de firma Grasso. Later kreeg het een dieselmotor. In 1934 werd het Gemaal Caners in gebruik genomen en was het oude gemaal overbodig geworden. Later zijn overigens ook het Hertogsgemaal en het Gemaal Ploegmakers gebouwd. De installatie is later uit het gebouw gesloopt en ook de uitbouw voor het schoepenrad werd in de jaren 50 van de 20e eeuw gesloopt. In 1970 werd het gebouw verbouwd tot woning, en de opvallende grote boog die zich in het gebouw bevond om de ketel te kunnen plaatsen werd tot een pui afgedicht. Later stond het huis weer leeg en hebben vandalen brand gesticht. Tegenwoordig is het gebouwtje in handen van een projectontwikkelaar die het wil herstellen.

### Gemaal Caners
Het Gemaal Caners, Krommenhoek 12a, in werking gesteld in 1934, kwam in 1979 buiten gebruik toen het Gemaal Gewande in bedrijf werd gesteld. In 1982 werd het een museumgemaal en in 2007 werd het, na renovatie, opnieuw geopend. Het toont het interieur en de machinerie van een voormalig motorgemaal.

### Hertogsgemaal
In het Hertogsgemaal, Krommenhoek, in werking gesteld in 1940. Het was voorzien van een puntdak om op een stoomgemaal te lijken, hoewel het een elektrisch gemaal was. Het is in 1979 eveneens buiten gebruik gesteld, bevindt zich sinds 1999 het Archeologisch en Paleontologisch Museum Hertogsgemaal.

## Schans
Gezien de mogelijkheid om van Gewande uit de polders te inunderen was de strategische situatie hier van belang. Reeds tijdens de Gelderse Oorlogen werd een blokhuis gebouwd (1511-1512). Dit werd overbodig na het Verdrag van Venlo (1543) en raakte in verval. In 1582-1583 werd, in het kader van de Tachtigjarige Oorlog, een aarden schans aangelegd. Deze werd in 1749 verbouwd en uitgebreid met twee halfbastions waartussen een ravelijn lag. Aan de achterzijde bevond zich een geknikte wal.
Deze schans werd in 1852 opnieuw gerenoveerd en voorzien van een ronde stenen toren. In 1920 werd ze uiteindelijk opgeheven.

## Evenement
Gewande is sinds 2009 de startlocatie van de MaasdijkMarathon. Een sportief evenement in juni voor hardlopers, skaters, triatleten, kanoërs, roeiers en steppers.

## Nabijgelegen kernen
- Het Wild, Rosmalen, Empel